# The Female Beat
The Female Beat — жіночий канадсько-український гурт з Вініпегу (Манітоба). Репертуар гурту складають, в основному, польки, хоча є й пісні інших жанрів.
Гурт створено в 1975 році. В 2003 році гурт отримав U.M.A. Honorable Achievement, що стало причиною об'єднання та повернення до активної діяльності.

## Склад
- Joyce Horn — Гітара
- Joan Lasko — Акордеон
- Valerie Feniuk — Барабани
- Gail Koroluk — Скрипка

## Дискографія
- The Female Beat LP
- The Beat Goes On
- Stepping Out With…